# مسجد سيدي العجمي
مسجد سيدي العجمي هو أحد المساجد التي أنشئت في عصر الدولة الايوبية في مصر، يقع بدير الطين بالفسطاط بمصر القديمة.

## وصلات خارجية
- آثار القاهرة الإسلامية نسخة محفوظة 31 مايو 2014 على موقع واي باك مشين.